# Hiroki Mizumoto
Hiroki Mizumoto (jap. 水本裕貴 Hiroki Mizumoto; ur. 12 września 1985 r. w Mie) - japoński piłkarz.

## Kariera klubowa
Od 2004 do 2010 roku występował w klubach JEF United Ichihara Chiba, Gamba Osaka, Kyoto Sanga F.C. Od 2011 roku gra w zespole Sanfrecce Hiroszima.

## Kariera reprezentacyjna
Karierę reprezentacyjną rozpoczął w 2006 roku. W sumie w reprezentacji wystąpił w 5 spotkaniach. Został powołany na Igrzyska Olimpijskie w 2008 roku.